# Andreas Bourani/Konzerte und Tourneen

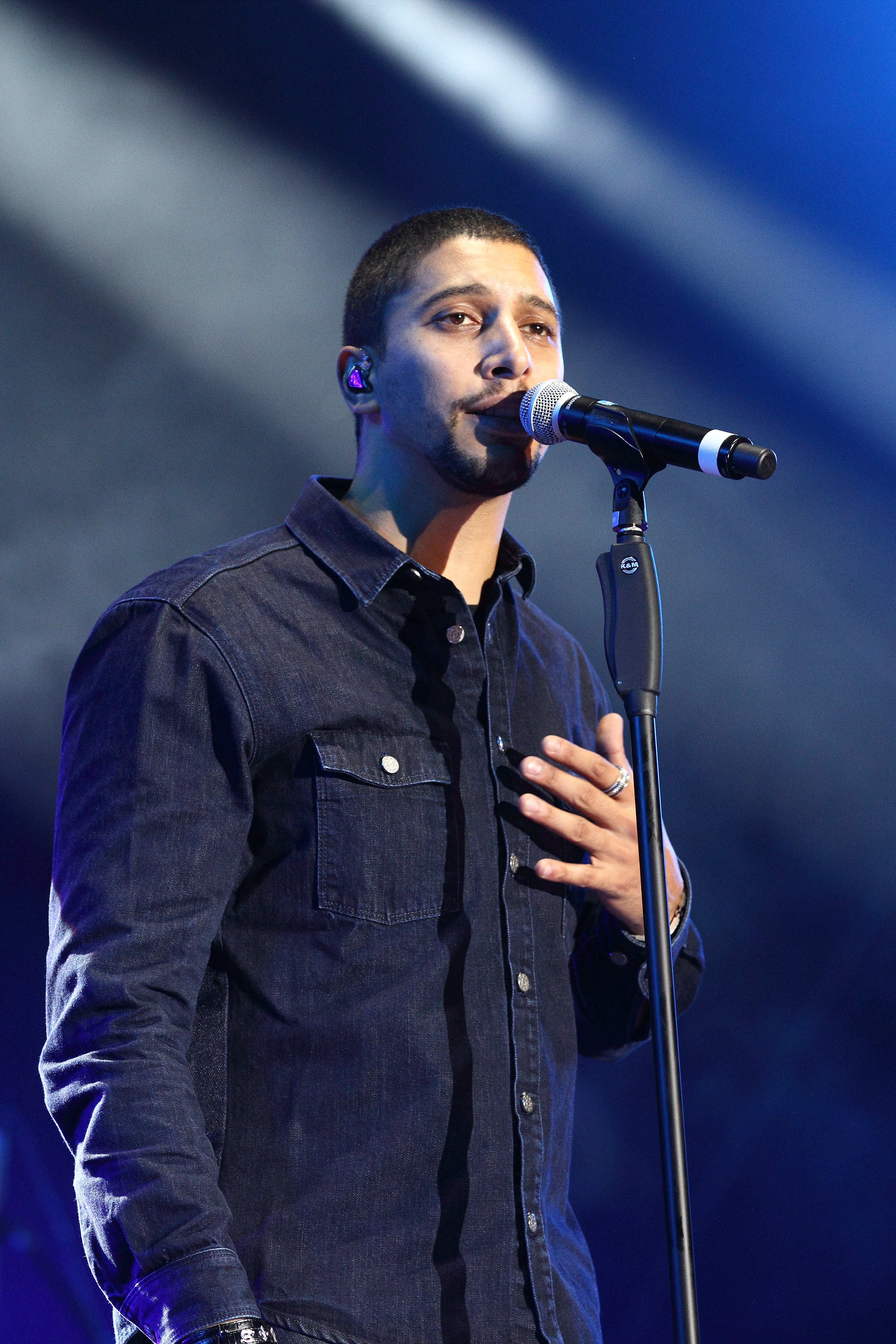
Andreas Bourani beim Energy in the Park 2014

Dies ist eine Liste über die absolvierten Tourneen des deutschen Sängers Andreas Bourani.

## Tourneen
| Jahr | Titel                   | Zeitraum                              | Anzahl der Auftritte |
| --- | ----------------------- | ------------------------------------- | -------------------- |
| 2011–2012 | „Staub & Fantasie“ Tour | 21. Oktober 2011 – 1. April 2012      | 17 ( 16, 1)          |
| Die „Staub & Fantasie“ Tour bestand insgesamt aus 17 Konzerten, wovon eins in Wien und der Rest in Deutschland stattfanden.                                                                                    |                         |                                       |                      |
| 2014–2016 | „Hey“ Tour              | 22. September 2014 – 11. Februar 2016 | 73 ( 62, 6, 3, 2, 1) |
| Die zweite Tour von Bourani geht über zwei Jahre und führt erstmals auch in die Schweiz, Luxemburg und nach Italien. Auf Grund der großen Nachfrage, mussten einige Konzerte in größere Hallen verlegt werden. |                         |                                       |                      |

## Tourneen als Vorband
| Jahr | Titel                                    | Zeitraum                          | Anzahl der Auftritte |
| --- | ---------------------------------------- | --------------------------------- | -------------------- |
| 2012 | „Lichter der Stadt Live“ Tour (Unheilig) | 30. Juni 2012 – 8. September 2012 | 20 ( 17, 3)          |
| Im Rahmen von Unheiligs „Lichter der Stadt Live“ Tour trat Bourani bei einigen Konzerten 2012 als Vorgruppe auf. |                                          |                                   |                      |